# Zelendvor
Zelendvor is een plaats in de gemeente Petrijanec in de Kroatische provincie Varaždin. De plaats telt 129 inwoners (2001).